# L'assenzio
L'assenzio (L'absinthe) è un dipinto a olio su tela (92×68 cm) di Edgar Degas, databile al 1875-1876 e conservato al Museo d'Orsay di Parigi.

## Storia

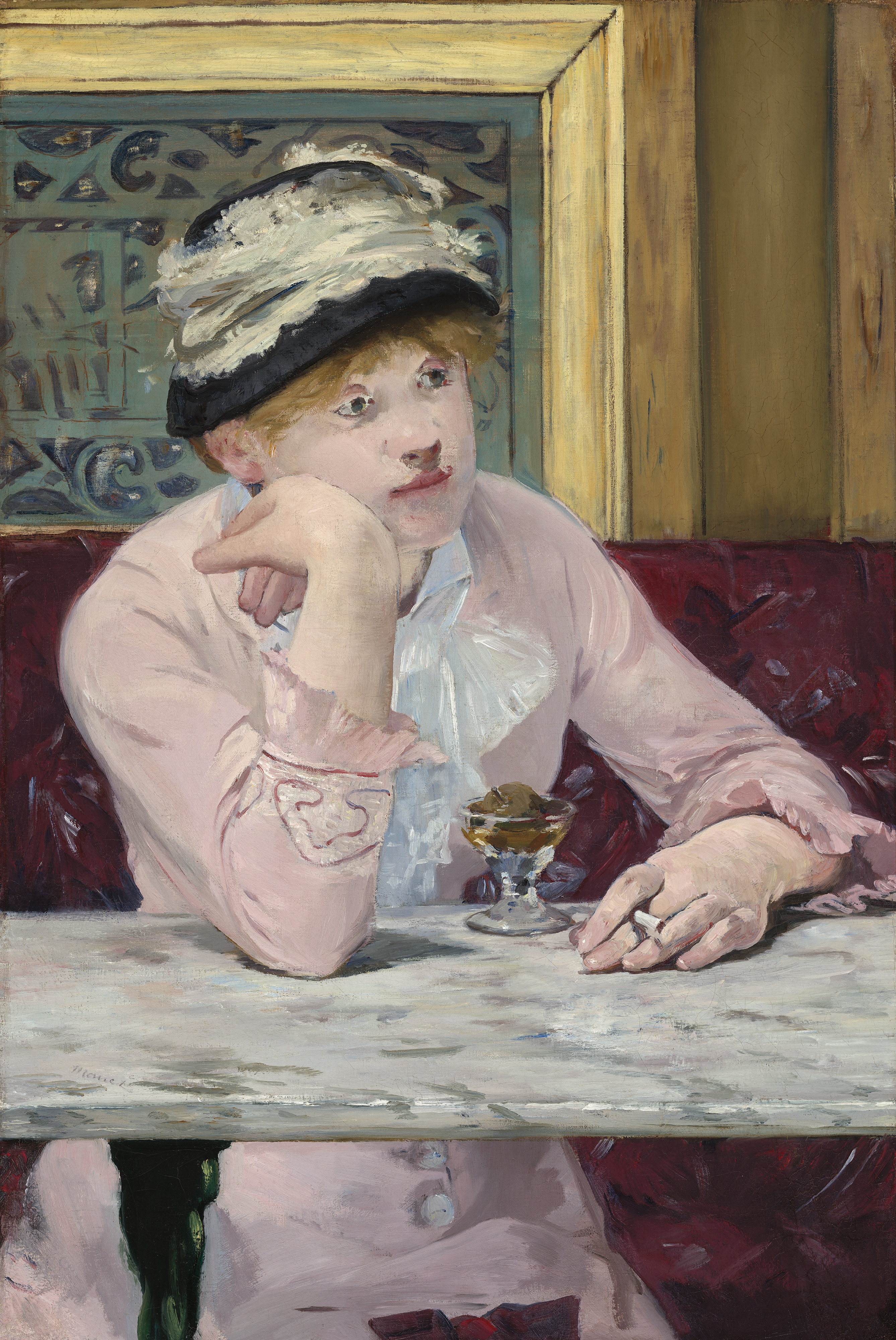
Édouard Manet, La prugna (1878); olio su tela, 73,6×50,2 cm, National Gallery of Art, Washington D.C.

A differenza degli altri Impressionisti, che dipingono esclusivamente en plein air (cioè soggetti naturali, come piante o animali) e considerano la natura come unico tema ed esempio da seguire, Degas non disegna l'esempio degli antichi maestri (la sua più grande palestra, in effetti, è il Louvre) e preferisce dare immagine alla vita urbana parigina, con i suoi riti e i suoi miti, privilegiando segnatamente la raffigurazione di luoghi chiusi come i caffè che, nell'epoca impressionista, giocano un ruolo preminente come luoghi di riunione per gruppi di pensatori e artisti. I caffè affascinano numerosi pittori del gruppo di Batignolles, in particolare i più «cittadini», ovvero Manet e Degas. Se il primo, tuttavia, fornisce ne La prugna un'interpretazione più vivace e poetica del festoso mondo dei cabarets parigini, Degas ritrae in maniera impietosamente realistica la società a lui contemporanea. Di questa visione della realtà disincantata e disincantevole L'assenzio è un esempio emblematico: si tratta di una tela realizzata tra il 1875 e il 1876 ed esposta nel corso della seconda mostra impressionista, tenutasi nel 1876, con il titolo Dans un café ("In un caffè").
A Parigi la tela attira l'attenzione di Henry Hill, un capitano inglese che, mosso da un sincero entusiasmo, decide di acquistarla per esibirla nella propria residenza di Brighton. Nel 1892, alla morte di quest'ultimo, L'assenzio è battuto all'asta da Christie's e venduto a un collezionista per sole centocinquanta sterline: il più conosciuto nome L'assenzio è attribuito al dipinto proprio in quest'occasione dai galleristi londinesi, così da dare maggiore rilievo anche gli aspetti più problematici e tristi della Belle Époque. L'eco dell'opera, dunque, giunge anche a Londra, dove tuttavia suscita subito scandalo a causa del suo contenuto spietatamente realistico. Quando le feroci polemiche si fanno ancora più accese, il collezionista cede l'opera al conte Isaac de Camondo, il quale nel 1911 la destinerebbe al museo del Louvre. Dopo quest'articolato percorso collezionistico L'assenzio perviene alla sua sede attuale nel 1986, quando è trasferito al museo d'Orsay di Parigi, dove si trova tuttora sotto il numero d'inventario RF 1984.

## Descrizione

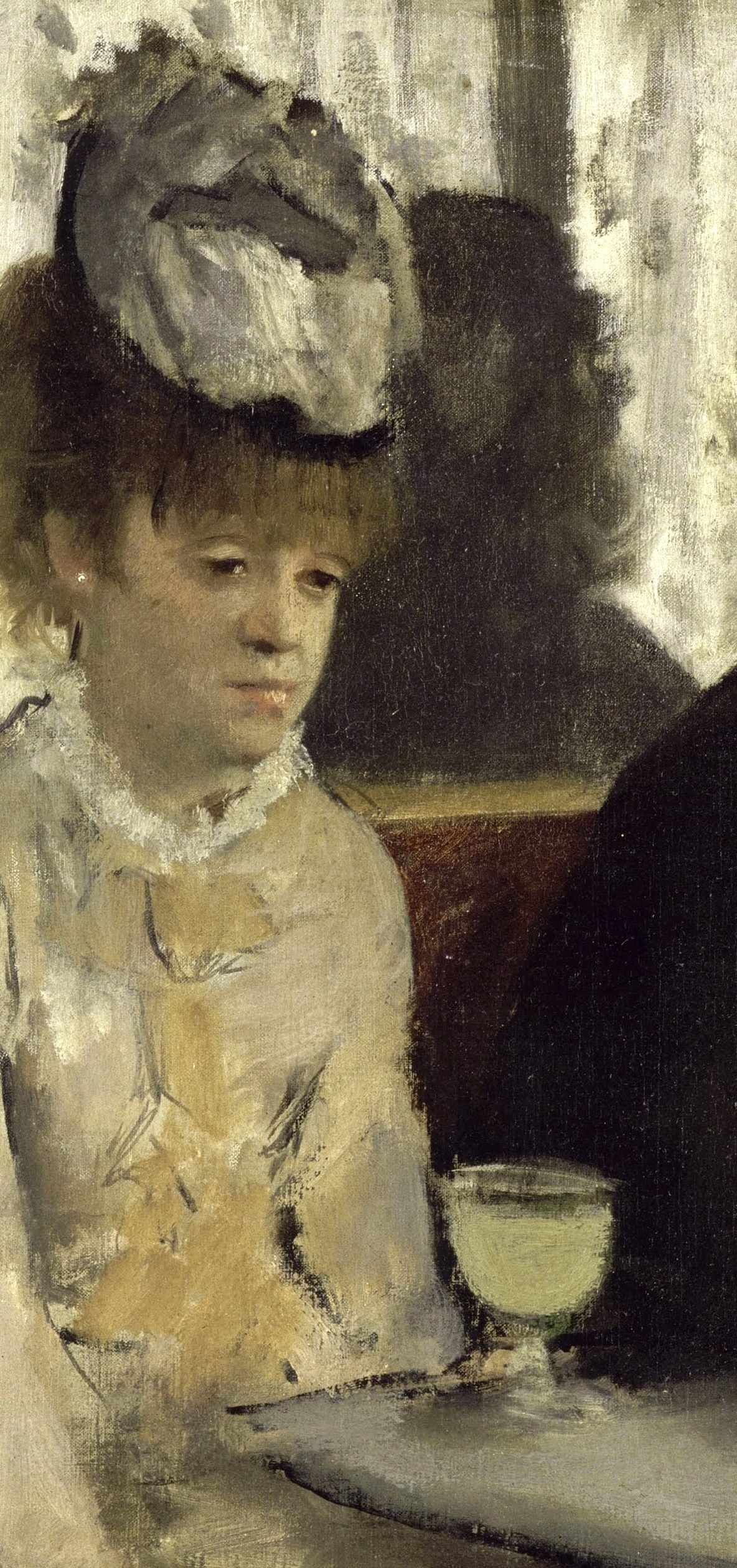
L'assenzio, dettaglio raffigurante lo sguardo assente e disperato della prostituta, con il fatale bicchiere d'assenzio davanti a lei sul tavolo.

La scena si svolge nel terrace del Café de la Nouvelle Athènes in Place Pigalle, uno dei ritrovi prediletti dagli Impressionisti. In questo scenario l'occhio di Degas coglie due avventori: l'astro teatrale della Francia del tempo, Ellen Andrée, e Marcellin Desboutin, calcografo che incarnava l'animo della bohème parigina. Andrée e Desboutin recitano in questa particolarissima mise en scène il ruolo di due persone provate dalla vita: lei è una povera prostituta, abbigliata in modo pateticamente lussuoso (le gale sul corsetto e i fiocchi bianchi sulle scarpe sono particolari tanto eloquenti quanto miserabili), mentre lui è un corpulento barbone parigino, dall'aria burbera, sanguigna ma immensamente volgare. Il critico Giulio Carlo Argan ne parla nei termini di «una umanità smunta e sprecata, ferma nel tempo vuoto e nello spazio stagnante: fredda come il marmo dei tavolini mal lavati, logora e stinta come il velluto dei divani, torbida come gli specchi offuscati». Pur essendo seduti uno accanto all'altro, i personaggi sembrano lontanissimi fra loro, con lo sguardo perso nel vuoto, annebbiato dalla moltitudine di tristi pensieri che si affollano nelle loro menti, abbruttite dai tristi trascorsi biografici e dall'alcol. Rappresentano due solitudini che non si incontrano, nemmeno con lo sguardo. Federica Florio osserva a proposito della mesta espressione di lei, che è come se «pensasse al tempo perduto, a quello che non è stato, ma che poteva essere, alla vita che avrebbe potuto osare, ai sogni d'infanzia e alla realtà del presente».
I due solitari avventori non solo sono oppressi da una silenziosa disperazione («il dramma, semmai, nasce proprio dall'assenza di ogni atteggiamento teatralmente drammatico», osserva il critico Piero Adorno), ma sembrano persino essere imprigionati nello stretto spazio tra il tavolino e il divano. In questo modo scivolano in una prospettiva già intrinsecamente incerta, ma che viene resa ancora più sfuggente dallo specchio fissato sulla parete, il quale riflette in maniera fievole e confusa le sagome dei due alcolizzati (si noti la differenza con lo specchio del manettiano Bar delle Folies-Bergère). È proprio l'alcol l'unica compagnia di cui essi dispongono: dopotutto sono soli, infelici, e nulla è rimasto nelle loro vite se non lo stordimento che bevande etiliche come il vino o l'assenzio potevano offrire a buon mercato. Il clochard, in effetti, ha davanti a sé un calice di vino, mentre dinanzi alla prostituta troviamo il bicchiere verdastro dell'assenzio, che dà il titolo al dipinto. L'assenzio è un liquore amaro di colore verde, aromatizzato con menta e anice, divenuto particolarmente popolare nell'Ottocento in virtù del suo basso costo e delle sue presunte doti inebrianti e allucinogene: la tossicità della bevanda, il cui abuso porta al dramma umano raffigurato da Degas in questo quadro, indusse tuttavia le autorità francesi a metterla al bando. La prostituta ritratta nel quadro cerca nell'assenzio la fuga da un'esistenza alienante: ha già bevuto un'intera bottiglia, lasciata desolatamente vuota sul tavolino contiguo. L'artista rappresenta anche una chiara allucinazione: i piani dei tavoli sono sospesi a mezz'aria, non sono sostenuti da gambe. Nonostante ciò Degas non è affatto agitato da velleità polemiche: «non giudica, non condanna, non s’impietosisce, non ironizza» osserva Argan «gli basta scoprire obbiettivamente la solidarietà che salda quelle figure a quell'ambiente. La scoperta del caso umano, data la capacità di presa del suo apparecchio pittorico, è quasi involontaria (ma questo eccesso di lucidità Degas l'ha pagato, nella vita, con la solitudine e l'angoscia».
L'assenzio presenta decise tangenze tematiche con L'ammazzatoio, romanzo del letterato naturalista Émile Zola che conobbe un enorme successo di pubblico. Nella sua opera Zola descrive la condizione sociale e morale degradata del proletariato parigino, riferendosi in particolare alla disavventura di Gervasia, donna incline al bene e alla laboriosità che, gravata dalla compagnia di uomini meschini e opportunisti e da un fardello di miserie quotidiane, decide di affogare le proprie miserie nell'alcol frequentando assiduamente una taverna denominata per l'appunto Assommoir  (Ammazzatoio). Lo stesso Zola, consapevole dei propri debiti verso L'assenzio di Degas, avrebbe poi ammesso: «Ho semplicemente descritto, in vari passaggi del mio libro, alcuni dei suoi quadri». Anche l'eco figurativa del dipinto è stata molto vasta e duratura, tanto che troviamo raffigurazioni di bevitori e bevitrici d'assenzio nelle opere di Jean-François Raffaelli, Anton Pevsner e, soprattutto, in quelle di Pablo Picasso.

## Tecnica

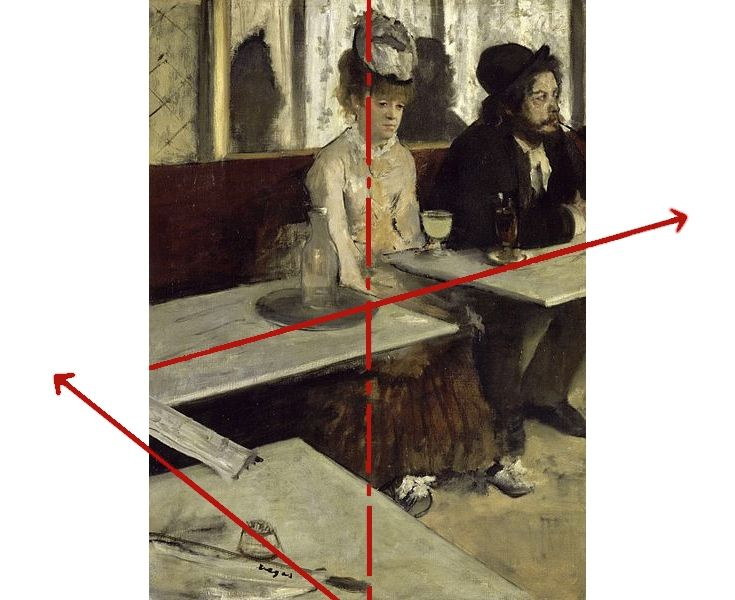
Schema prospettico de L'assenzio

Anche in questo dipinto lo stile di Degas non solo è preciso e capace di restituire immagini quasi fotografiche, ma riesce persino a proporre equilibri compositivi inediti e particolarmente dinamici, in grado di sostituirsi alla visione frontale e immobile delle precedenti pitture. Ne L'assenzio, infatti, Degas abbandona il punto di vista frontale (la mira principis mutuata dal teatro) e ricorre a un impianto prospettico a zig-zag, derivante dalle stampe giapponesi, il quale semplifica e accelera la visione verso l'alto. Questa prospettiva obliqua viene descritta dal tavolino in basso, dietro al quale immaginiamo esserci un terzo personaggio che contempla silenziosamente la scena, probabilmente un musicista (sulla superficie marmorea del tavolino, infatti, è casualmente poggiato un archetto di violino). Si tratta, questa, di una scelta precisa del Degas, artista che com'è noto si poneva nei confronti dei personaggi, secondo quanto lui stesso amava ripetere, «come se si guardassero dal buco della serratura».
Degas delinea l'impianto prospettico del dipinto con rigore quasi scientifico, e lo organizza in modo che l'osservatore del dipinto - seguendo gli allineamenti dei tavolini - si possa introdurre agilmente nella scena, e giungere con lo sguardo presso i due alcolizzati. L'obliquità del piano marmoreo in basso, in ogni caso, è condotta dal pittore verso sinistra, dove viene ripresa e continuata dal giornale arrotolato intorno al bastone, sospeso tra questo tavolino e quello contiguo. A questo punto, tuttavia, interviene una netta cesura pittorica, e la linea del tavolo in primo piano viene bruscamente interrotta dall'allineamento ortogonale degli altri due tavolini, che si rincorrono verso destra sino a proseguire oltre lo spazio pittorico («sentiamo che quest'angolo» commenta Adorno «non è che un frammento qualsiasi della vita, non soltanto del caffè, ma di tutta la grande città entro la quale sorge»). Orchestrando quest'abilissima costruzione prospettica, con la linea a zig-zag che partendo dal basso conduce rapidamente in profondità, lo sguardo dell'osservatore viene indirizzato verso le due figure, esiliate da Degas in una posizione eccentrica, quasi marginale: anche l'impianto compositivo del dipinto, dunque, sottolinea il loro disperato isolamento.
È curioso notare come l'impressione proposta dal quadro sia quella di una visione accidentale. L'opera, in effetti, conserva la freschezza delle pitture di getto, atte a cogliere l'impressione fuggevolissima ed irripetibile di un momento: il grande equilibrio compositivo, così come i tempi di realizzazione del dipinto, stanno tuttavia a testimoniare come in realtà L'assenzio sia frutto di un difficile e meditato lavoro di atelier, durato effettivamente ben due anni. Come notato dal critico d'arte Francesco Morante, «qui permane una certa abbreviazione esecutiva, fatta di campiture piatte di colore accostate con contrasto tonale»: l'opera, inoltre, è dominata da un grigiore squallido, quasi tetro, ben differente dall'inarrestabile esuberanza degli altri quadri impressionisti (si confronti, a titolo di esempio, L'assenzio con il Bal au moulin de la Galette, altro dipinto impressionista raffigurante un locale parigino).